# Selkä-Krankki
Selkä-Krankki är en ö i Finland. Den ligger i sjön Sääksjärvi och i kommunen Kumo i den ekonomiska regionen  Björneborgs ekonomiska region  och landskapet Satakunta, i den sydvästra delen av landet, 200 km nordväst om huvudstaden Helsingfors. Öns area är 0,6 hektar och dess största längd är 130 meter i sydväst-nordöstlig riktning.